# Bastille (Paris metro)
Bastille är en tunnelbanecentral i Paris tunnelbana för linje 1, linje 5 samt linje 8. Stationen invigdes år 1900 på linje 1 och 1906 invigdes linje 6. 1931 öppnade även linje 8. Perrongväggarna på linje 1 har konstnärlig utsmyckning. Stationsnamnet kommer från Place de la Bastille som ligger i närheten.

## Galleri

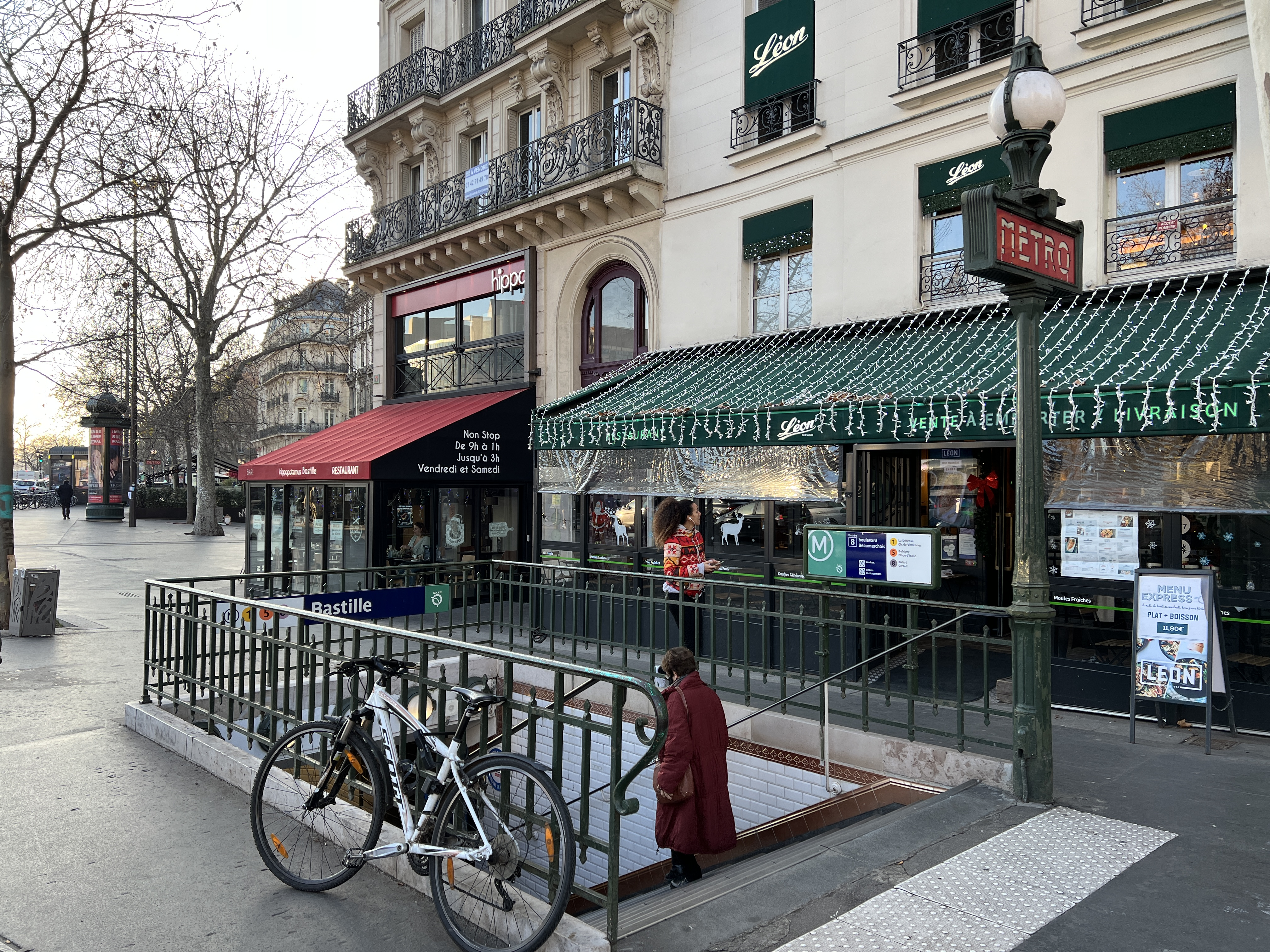
Boulevard Beaumarchais
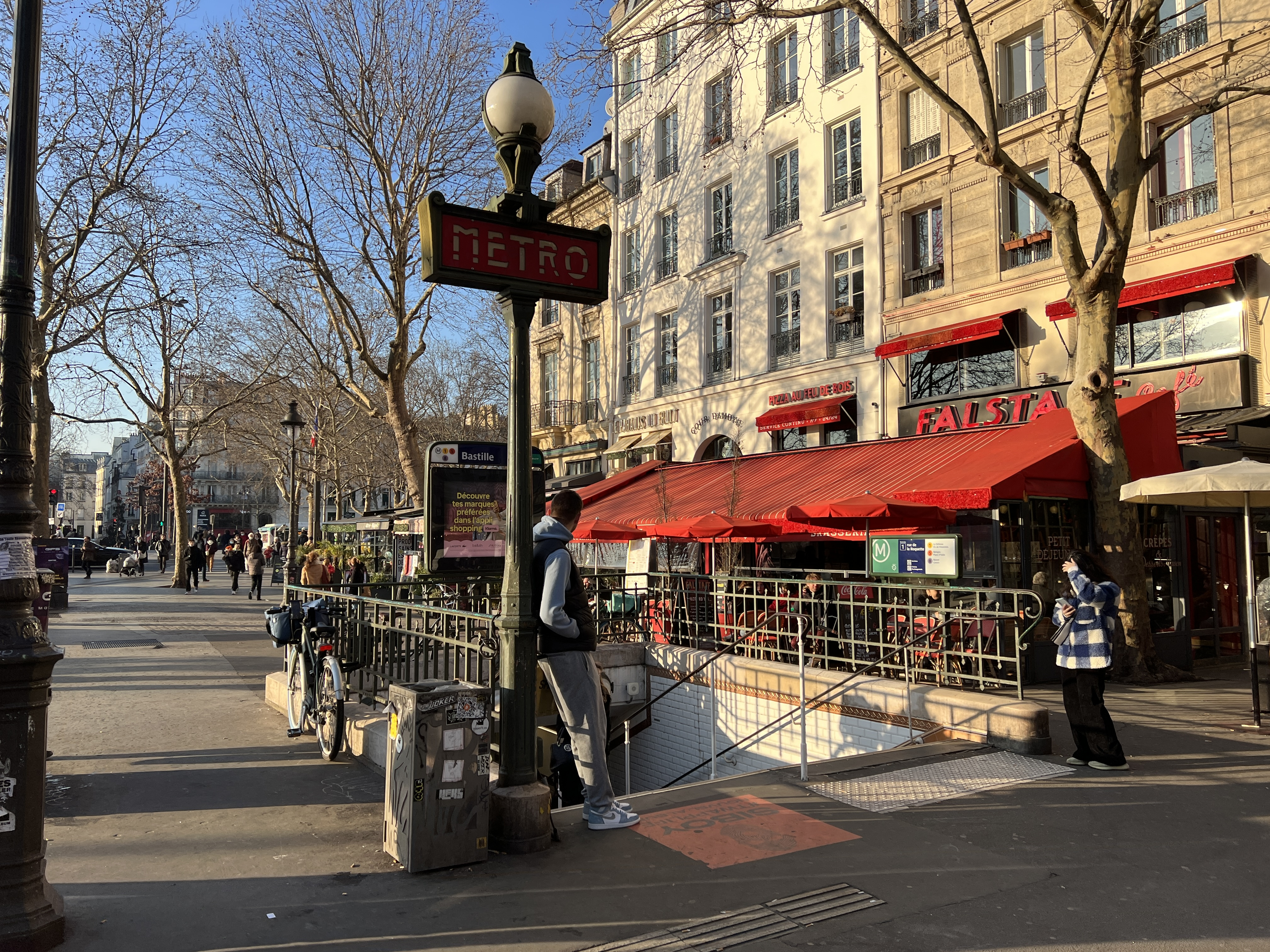
Place de la Bastille
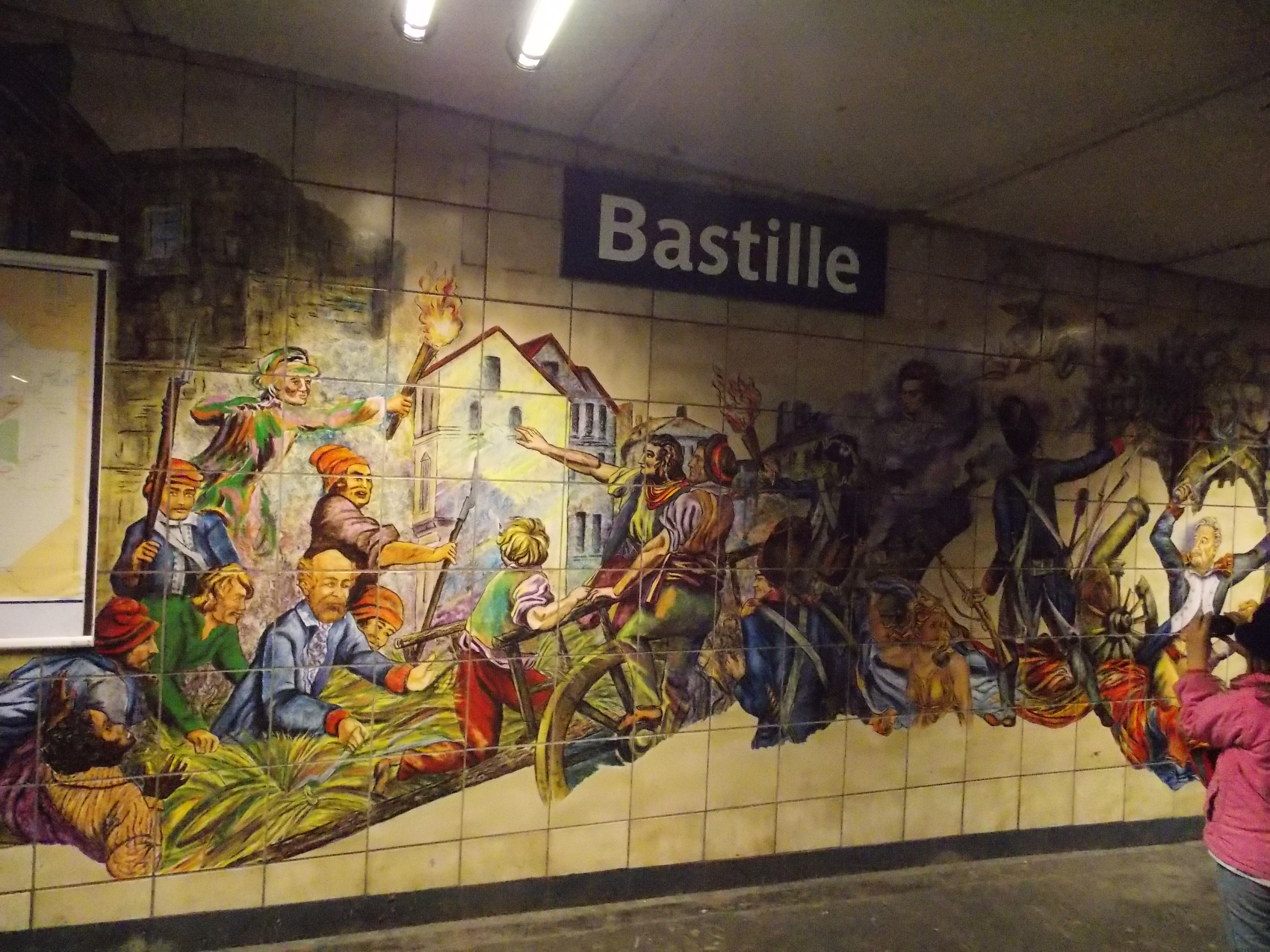
Konstverk på linje 1
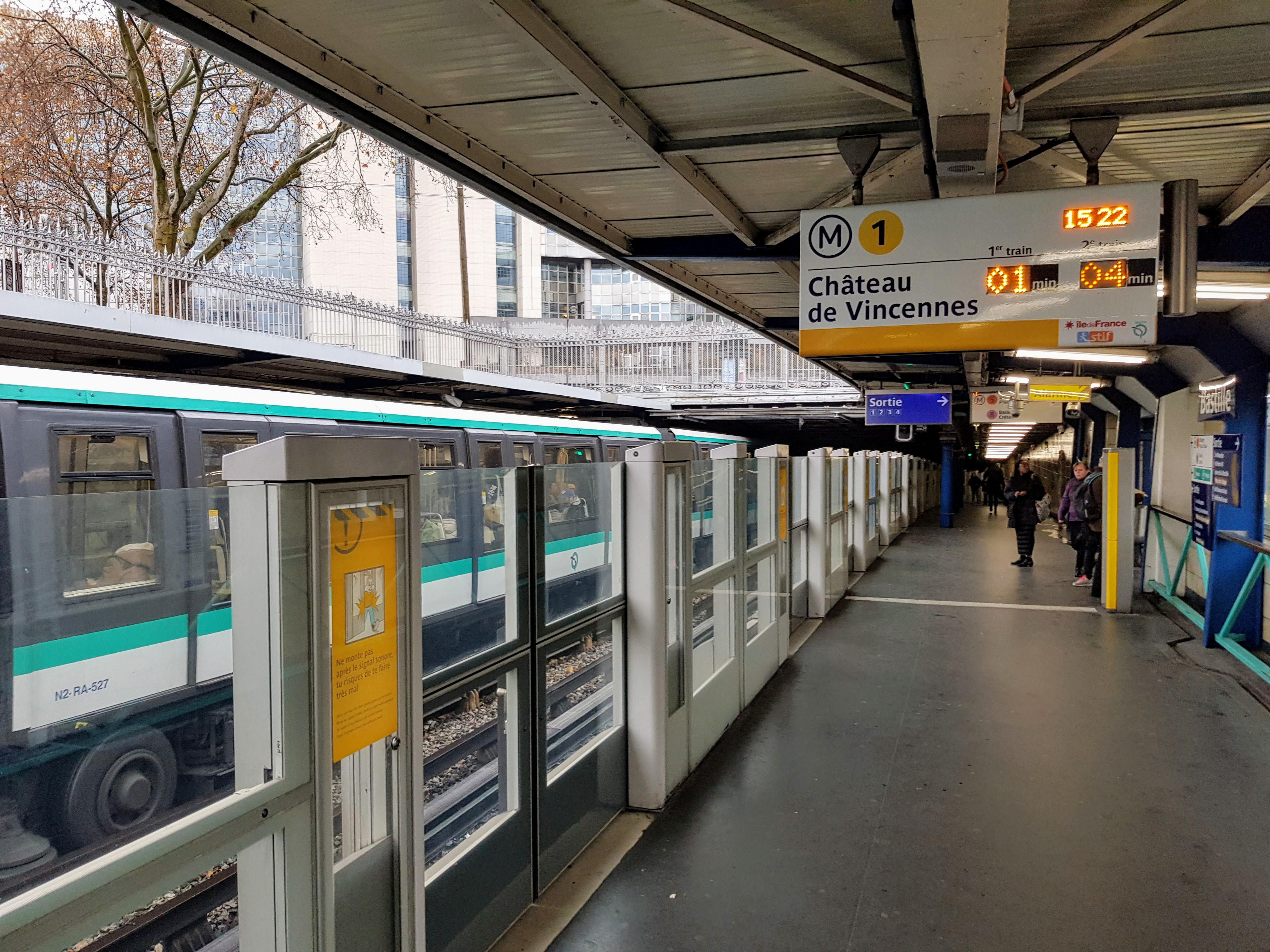
Bastille, linje 1
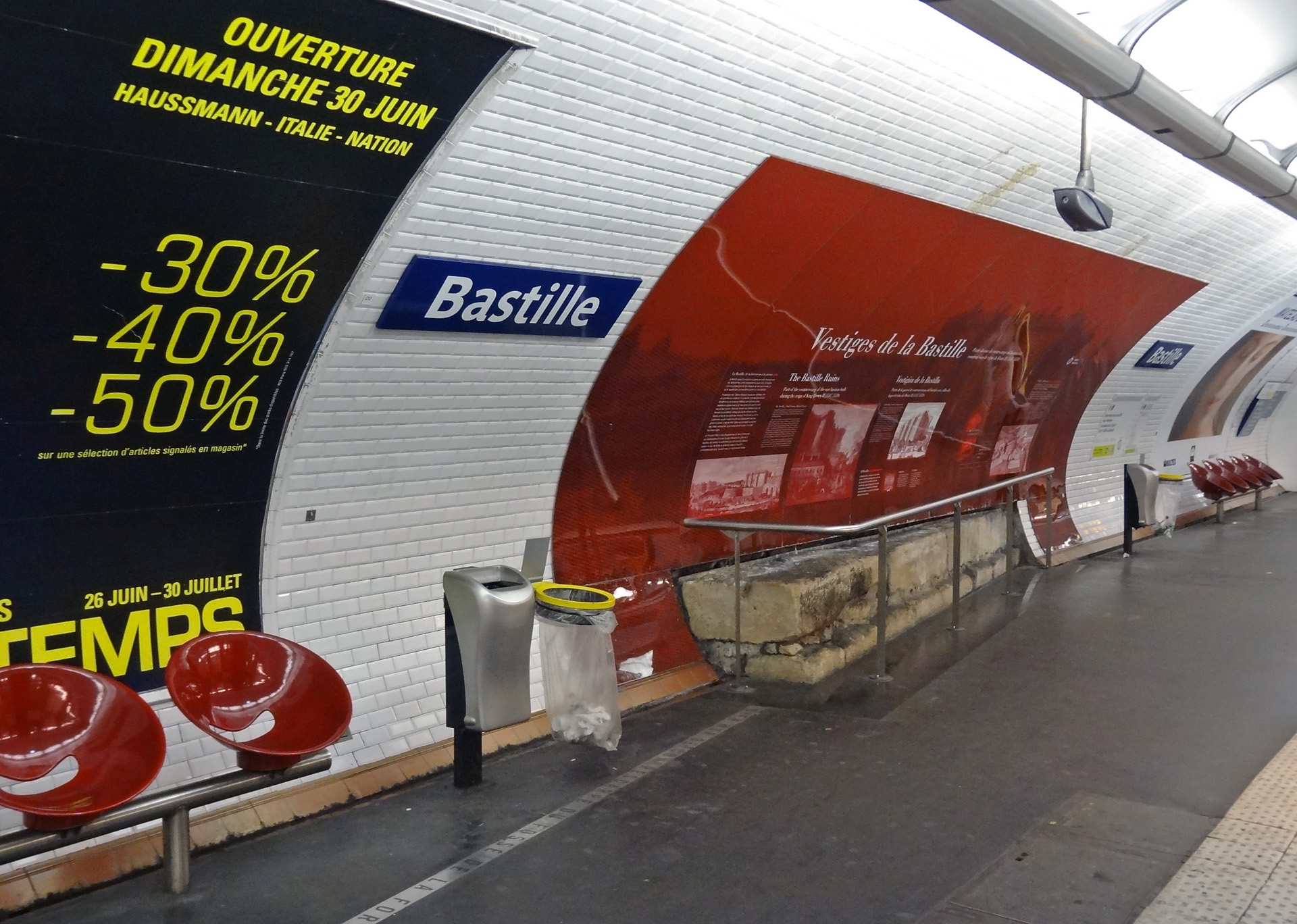
Bastille, linje 5
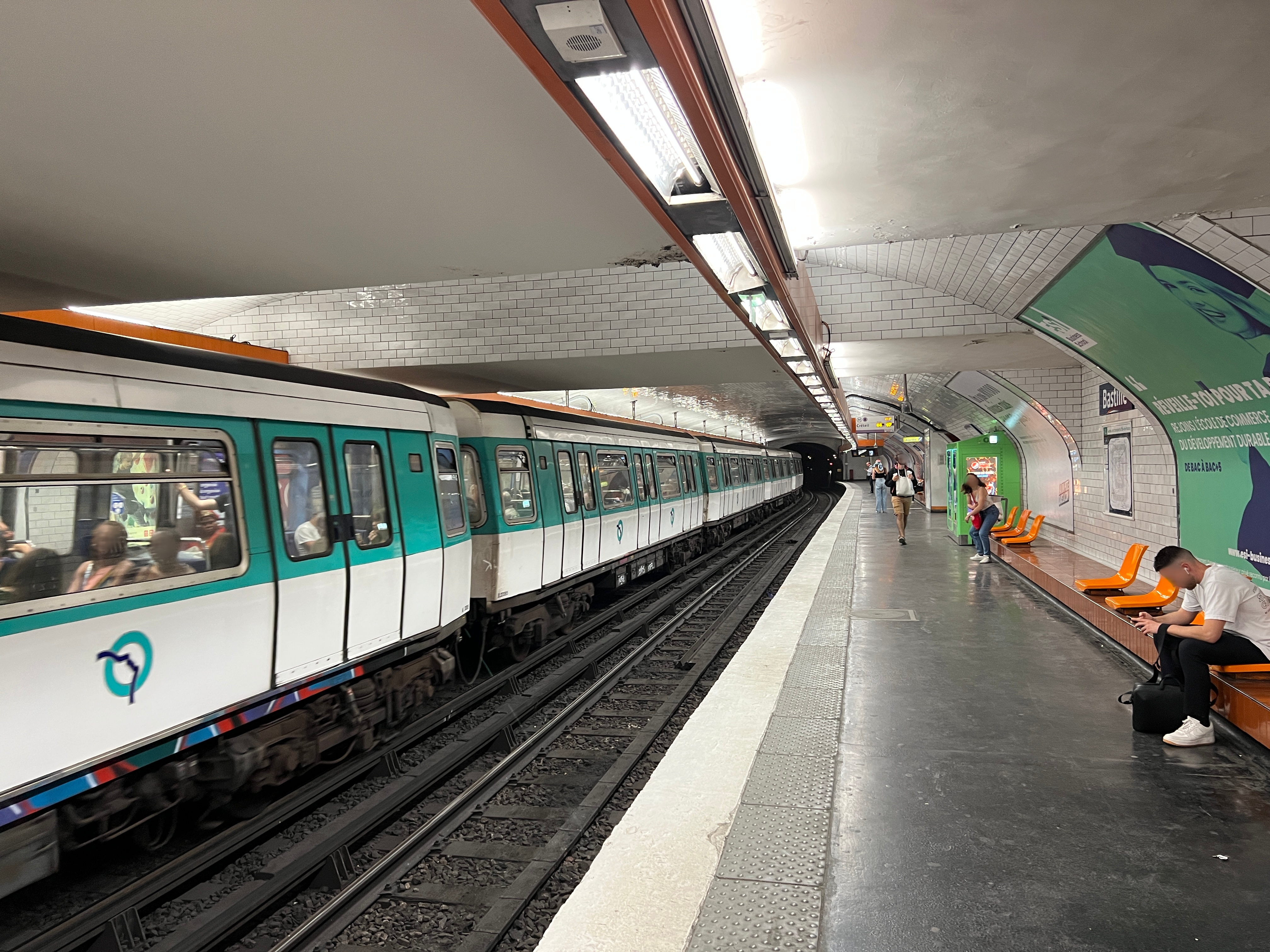
Bastille, linje 8
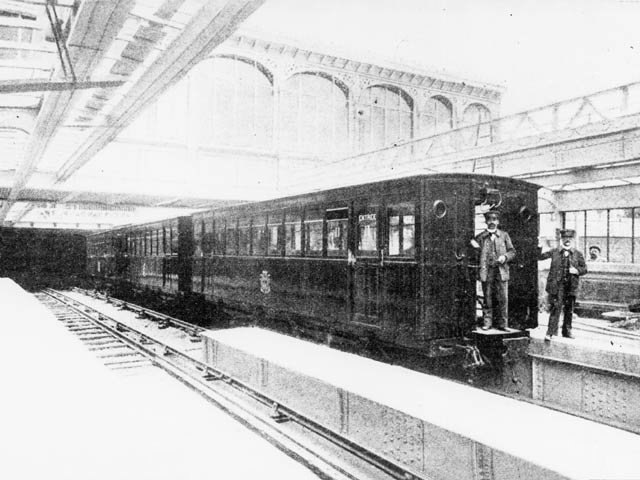
Bastille år 1900
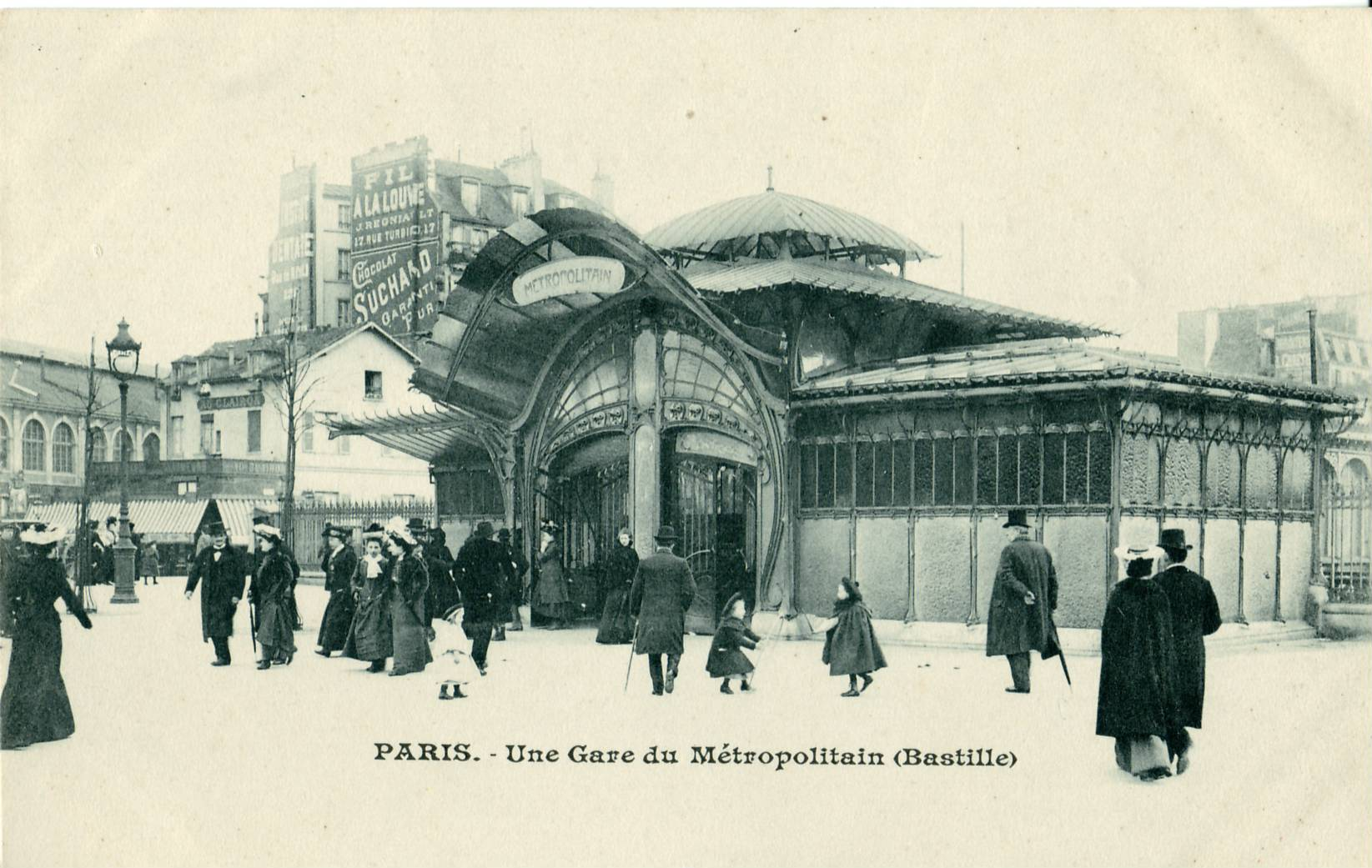
Forna entrén från 1900

## Källa
1. ↑  Hardy, B. Paris Metro Handbook, 3rd edition, Capital Transport Publishing, 1999.